# Poly Pazhou C2
Le Poly Pazhou C2 est un gratte-ciel de 311 mètres achevé en 2017 à Canton en Chine. 